# Разъезд 50
Разъезд 50 (каз. №50-темір жол айрығы) — упразднённый разъезд в Сарыагашском районе Туркестанской области Казахстана. Входил в состав Дарбазинского сельского округа.  
Исключен из учётных данных в 2023 году.
Код КАТО — 515449400.

## Население
В 1999 году население разъезда составляло 44 человека (23 мужчины и 21 женщина). По данным переписи 2009 года, в разъезде проживало 37 человек (17 мужчин и 20 женщин).